# Lac James
Pour les articles homonymes, voir James Lake et James.
Le lac James est un grand lac de barrage dans les montagnes de l'ouest de la Caroline du Nord qui chevauche la frontière entre les comtés de McDowell et de Comté de Burke. Il est nommé en l'honneur du magnat du tabac et bienfaiteur de l'Université Duke, James Buchanan Duke. Le lac, avec une altitude de 365 m, se trouve derrière une série de 4 barrages de terre. Il a été créé par la société Duke Energy entre 1916 et 1923 en tant que projet hydroélectrique. Il est toujours en service aujourd'hui et est le lac le plus haut sur le système de la Catawba.

## Caractéristiques
Le lac James a une superficie de 27,6 km2 et plus de 240 km de rivage. Le développement de logements sur le lac a été considérable depuis les années 1980 et se concentre sur ses rives sud et est. La plupart des régions non occupées autour de Lac James appartient à Crescent Resources, LLC.
En 1999, plusieurs pygargues ont été trouvés nichant dans des arbres sur la rive nord-est du lac James, ce qui a empêché l'urbanisation à proximité. Une petite espèce de méduses envahissantes vit également dans ses eaux.

## Loisirs
Le parc d'état de Lake James (en) est situé sur la rive sud du lac. Crescent Resources a travaillé avec l'État de Caroline du Nord et Foothills Conservancy en 2004 pour étendre le parc d'état, ajoutant 12 km2) aux 2,45 km2 d'origine du parc. Cela représente maintenant le plus grand parc d'état lacustre de la Caroline du Nord.
En 1992, le lac James fut un site de tournage pour le film avec Daniel Day-Lewis, Le Dernier des Mohicans, une réplique du Fort William Henry a été construite sur ses rives. Un paysage du lac James a été utilisé pour les dernières scènes du film À la poursuite d'Octobre rouge.
À l'automne 2006, le premier tronçon sur le Overmountain Victory National Historic Trail a été certifié par le National Park Service. Le sentier, qui a reçu sa désignation historique du président Jimmy Carter en 1980, commémore la marche des Overmountain Men (en), une milice patriote qui a battu les Britanniques à la bataille de Kings Mountain pendant la guerre révolutionnaire. La nouvelle section de la piste traverse l'endroit où se trouvait la communauté en 1780, qui porte le nom de l'année à laquelle la milice a traversé la région du lac James.
Contrairement au lac Tahoma à Marion, le lac James permet la pratique du jet skis et encourage la pêche et le camping dans les zones désignées.

## Source de la traduction
- (en) Cet article est partiellement ou en totalité issu de l’article de Wikipédia en anglais intitulé « Lake James » (voir la liste des auteurs).